# Universidad Obrera de París
La Universidad Obrera de París (l'Université Ouvrière de Paris) fue fundada en 1932 por un grupo de profesores para enseñar el marxismo a trabajadores manuales y facilitarles un método de razonamiento para comprender el momento histórico que les había tocado vivir y orientar su acción. La Universidad Obrera fue disuelta por la ocupación nazi de Francia en 1940. Reapareció poco después de la Liberación de París con el nombre de Universidad Nueva.
Entre los profesores que organizaron la Universidad Obrera estaban: Georges Politzer (1903 — 1942), Jacques Decour (1910 — 1942), Jacques Solomon (1908 — 1942) y Gabriel Péri (1902 — 1941).